# Que le spectacle commence (Buffy)
Vous lisez un « bon article » labellisé en 2010.
Ne doit pas être confondu avec Que le spectacle commence.
Que le spectacle commence (en version originale : Once More, with Feeling) est le 7e épisode de la saison 6 de la série télévisée Buffy contre les vampires. Cet épisode est d'abord connu pour être musical, à la fois hommage et parodie des comédies musicales hollywoodiennes. Un démon, interprété par Hinton Battle, légende de Broadway, contraint les personnages à chanter et danser.
L'épisode est réalisé et mis en scène par le créateur de la série, Joss Whedon, qui a aussi composé et écrit les chansons. À ce titre, il fait partie des épisodes remarquables de la série. Sur le plan narratif, Que le spectacle commence noue ou dénoue de nombreuses intrigues importantes : Buffy et Spike, qui se sont beaucoup rapprochés dans les épisodes précédents, entament une liaison ; Tara découvre que Willow l'a manipulée en se servant de la magie ; Alex et Anya éprouvent des doutes sur leur mariage à venir ; Giles se décide à quitter Sunnydale. Pour toutes ces raisons, il s'agit d'un des épisodes les plus connus de la série, au-delà de la communauté des fans.

## Résumé
L'épisode s'ouvre, sans séquence préalable, par un générique dont les images et l'orchestration ont été modifiées pour l'occasion. Le soir d'une journée comme les autres, alors qu'elle patrouille, Buffy se met à chanter le sentiment de détachement qu'elle éprouve à l'égard de l'existence, et les démons qu'elle rencontre et combat lui répondent également en chanson. Le lendemain matin, la Tueuse et ses amis se rendent compte que chacun d'entre eux a chanté et dansé la veille au soir. Ils font, ensemble et en chantant, des suppositions sur les causes de cette situation. Passages musicaux et dialogues s'alternent, sans que les personnages ne maîtrisent quoi que ce soit. Toute la ville de Sunnydale est atteinte : ainsi, Buffy découvre des citoyens chantant car un nettoyeur à sec a réussi à enlever une tache de moutarde.
L'envoûtement contraint chacun non seulement à chanter, mais aussi à révéler ses véritables sentiments. Alex et Anya expriment leurs doutes quant à leur mariage. Spike avoue, contre son gré, son amour torturé pour Buffy. Tara, elle, exprime sa passion pour Willow, jusqu'à ce qu'elle découvre, un peu plus tard dans l'épisode, le sort jeté par sa compagne à la fin de l'épisode précédent, sortilège destiné à lui faire oublier leur dispute. Giles se résout quant à lui à abandonner Buffy, car il estime être moins une aide qu'une entrave pour l'épanouissement de la jeune femme qui se repose trop sur lui.
Entre-temps, nous avons fait connaissance avec le responsable de la situation, un démon appelé Sweet. Une de ses victimes prend feu, en dansant frénétiquement, sans pouvoir contrôler ses mouvements. Sweet fait kidnapper Dawn par ses acolytes, car il soupçonne à tort que c'est la jeune fille qui l'a invoqué. Il veut faire d'elle sa reine et la ramener en enfer. Buffy part l'affronter au Bronze et, après quelques moments d’hésitation, Giles, Willow et les autres décident d’aller l’aider. Buffy révèle au cours de l'affrontement et de son dernier solo que ses amis, en la ressuscitant, l'ont tirée du paradis alors qu'ils pensaient la sauver de l'enfer. Elle n'a plus goût à la vie, n'a plus « rien à chanter ». Elle s'apprête à s'enflammer en dansant quand Spike l'arrête, et réussit à la convaincre de continuer à vivre.
Vaincu, Sweet repart en enfer, après avoir refusé qu'Alex, qui s'avère être le véritable responsable de l'invocation, ne devienne sa « reine ». Les membres du gang chantent une dernière chanson en se demandant ce qu’ils vont faire maintenant que leurs secrets sont révélés. Spike et Buffy s'arrêtent de chanter avant les autres, sortent du Bronze et s'embrassent sur les notes finales.

## Production
Si Joss Whedon affirme avoir toujours rêvé, depuis le début de la série, de pouvoir écrire un épisode musical, l'idée ne lui est venue sérieusement que lors de la saison 5, quand il a commencé à organiser chez lui des séances de lecture avec certains acteurs de la série et que l'une d'elles s'est brusquement transformée en concert improvisé. Il a alors voulu profiter du talent de certains de ses acteurs dans le domaine musical, James Marsters et Anthony Stewart Head étant tous deux des chanteurs confirmés ayant eu leurs propres groupes, et Amber Benson ayant fait preuve de son talent de chanteuse, pour mettre son projet à exécution.
Le créateur de la série prétend par ailleurs n'avoir eu aucune idée de la façon de procéder pour réaliser un musical, n'ayant jamais composé d'œuvre musicale auparavant. Il a néanmoins profité de l'intervalle entre la fin de la saison 5 et le début de la saison 6 de la série pour écrire les textes et composer les musiques, en collaboration avec Christophe Beck, de toutes les chansons de l'épisode en tenant compte des désirs de chacun. Ainsi, Alyson Hannigan, qui déteste sa voix quand elle chante, n'a que très peu de lignes à chanter alors que Michelle Trachtenberg a insisté pour avoir peu de chant mais beaucoup de danse. Whedon est un admirateur de Stephen Sondheim et s'est beaucoup inspiré de ses comédies musicales pour composer les chansons, particulièrement celles de la fin de l'épisode.
Les acteurs ont ensuite enregistré leurs chansons en studio, après trois mois d'entraînement au chant, et se sont exercés intensivement pour leurs chorégraphies avant de commencer le tournage de l'épisode. Whedon affirme que celle qui l'a le plus surpris et impressionné est Emma Caulfield, qui est une danseuse de formation.